# Album B (Goya)
L’Album B (en espagnol : Álbum B, Álbum de Sanlúcar-Madrid ou encore Álbum de Madrid) est une collection de dessins réalisés par Francisco de Goya et commencée en 1796 à Sanlúcar de Barrameda et Doñada, où Goya était invité par la duchesse d'Alba, récemment devenue veuve de José Álvarez de Toledo y Gonzaga (es), duc d'Alba, et terminée en 1797 à Madrid.

## Contexte
Fin 1792, Goya est hébergé à Cadix par l'industriel Sebastián Martínez y Pérez (de qui il fait un excellent portrait), pour se remettre d'une maladie : probablement le saturnisme, qui est une intoxication progressive de plomb assez courante chez les peintres. En janvier 1793, Goya est alité dans un état grave : il reste plusieurs mois temporairement et partiellement paralysé. Son état s'améliore en mars, mais laisse comme séquelle une surdité dont il ne se remettra pas.

À partir de 1794, Goya se rend au palais des ducs d'Alba à Madrid pour leur faire le portrait. Il fait également quelques tableaux de cabinet avec des scènes de sa vie quotidienne, tels que La Duchesse d'Alba et la bigote, et, après la mort du duc en 1795, il fera de longs séjours avec la jeune veuve dans sa propriété de Sanlúcar de Barrameda en 1796 et 1797. L'hypothétique relation amoureuse entre eux a suscité une abondante littérature basée sur des indices non concluants. Il y a eu de grands débats sur le sens du fragment de l'une des lettres que Goya a envoyé à Martín Zapater le 2 août 1794, et dans laquelle, avec sa graphie particulière, il écrit : 
« Mas te balia benir á ayudar a pintar a la de Alba, que ayer se me metio en el estudio a que le pintase la cara, y se salió con ello; por cierto que me gusta mas que pintar en lienzo, que tanbien la he de retratar de cuerpo entero [...] »
— Francisco de Goya

« Tu aurais dû venir m'aider à peindre la Duchesse d'Alba, qui est venue hier au studio pour que je lui peigne le visage, et elle l'a obtenu. Lui peindre le visage me plairait plus que le lui peindre sur une toile ; maintenant je vais également devoir lui faire une peinture du corps entier. »
L’Album B est le deuxième réalisé par Goya, et a été réalisé entre 1796, pendant sa convalescence à Cadix, et 1797, de retour à Madrid. C'est donc la suite de l'Album A, dont la technique et la thématique, la sensualité féminine, est là même jusqu'au dessin no 27, dans lequel les scènes deviennent plus complexes et dramatiques (processions, ânes, dames et bandits) et surtout plus satiriques et critiques — une tendance qui se consolidera avec les Caprichos, publiés en 1799.

## Œuvres

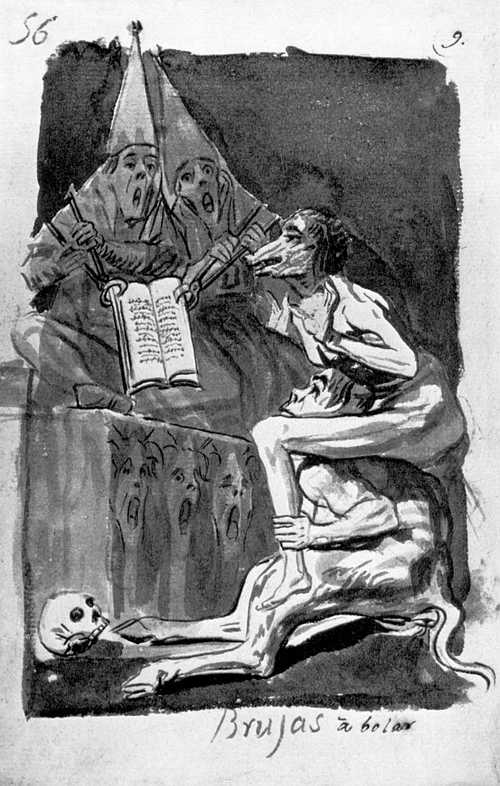
Dessin no 56 de l’Album B, préparatoire au capricho no 70, Devota profesion.

## Description

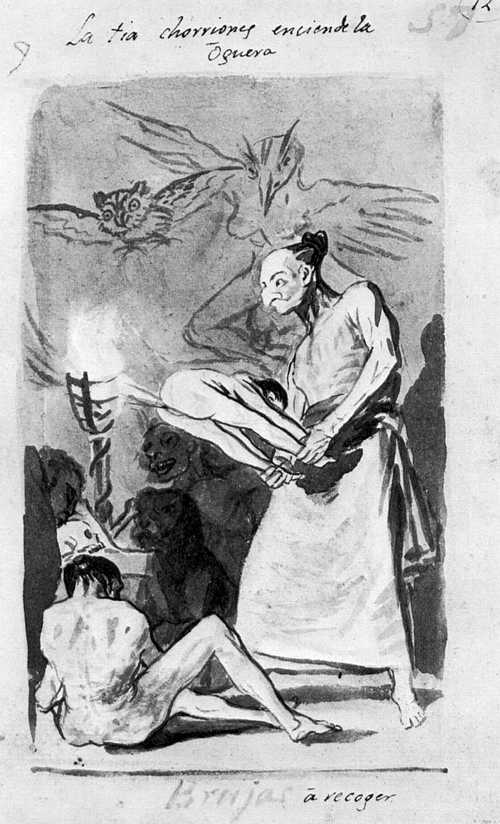
Dessin no 57 de l’Album B (musée du Louvre), préparatoire au capricho no 69, Sopla.